# Жаналик (Єскельдинський район)
Жанали́к (каз. Жаңалық) — село у складі Єскельдинського району Жетисуської області Казахстану. Входить до складу Алдабергеновського сільського округу.
Населення — 417 осіб (2021; 409 у 2009, 475 у 1999, 609 у 1989).